# William Russell (Politiker, 1857)

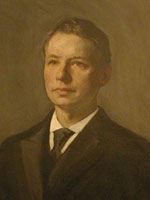
William Russell

William Eustis Russell (* 6. Januar 1857 in Cambridge, Massachusetts; † 16. Juli 1896) war ein US-amerikanischer Politiker und von 1891 bis 1894 Gouverneur des Bundesstaates Massachusetts.

## Frühe Jahre und politischer Aufstieg
William Russell besuchte bis 1877 die Harvard University und studierte dann an der Boston University bis 1879 Jura. Danach arbeitete er als Rechtsanwalt in der Kanzlei seines Vaters. Er wurde Mitglied der Demokratischen Partei. Zwischen 1883 und 1884 war er im Stadtrat von Cambridge und von 1884 bis 1887 war er Bürgermeister dieser Stadt. In den folgenden Jahren bewarb er sich zweimal erfolglos um das Amt des Gouverneurs von Massachusetts: Zunächst verlor er gegen Oliver Ames, dann gegen John Brackett.

## Gouverneur von Massachusetts
Am 4. November 1890 wurde William Russell dann aber mit 49:46 Prozent der Stimmen gegen den republikanischen Amtsinhaber Brackett zum neuen Gouverneur seines Staates gewählt. Da er in den folgenden beiden Jahren jeweils bestätigt wurde, konnte er sein Amt zwischen dem 7. Januar 1891 und dem 3. Januar 1894 ausüben. In seiner Amtszeit wurde die sogenannte „poll tax“ in Massachusetts abgeschafft, die das Wahlrecht mit einem bestimmten Reichtum verknüpfte. Dafür wurde eine Erbschaftssteuer eingeführt. Außerdem wurden einige Arbeitsgesetze reformiert.

## Weiterer Lebenslauf
Nach dem Ende seiner Gouverneurszeit wurde Russell wieder als Rechtsanwalt tätig. Anfang Juli 1896 war er Delegierter zur Democratic National Convention in Chicago. Er starb nur wenige Tage später. Mit seiner Frau Margaret Manning hatte William Russell drei Kinder. Sein Sohn Richard war zwischen 1935 und 1936 Abgeordneter im US-Repräsentantenhaus.